# Venus Doom
Venus Doom é o sexto álbum de estúdio da banda finlandesa HIM, lançado em 14 de Setembro de 2007.

## Faixas
1. "Venus Doom" - 5:08
2. "Love in Cold Blood" - 5:54
3. "Passion's Killing Floor" - 5:10
4. "The Kiss of Dawn" - 5:54
5. "Sleepwalking Past Hope" - 10:02
6. "Dead Lovers' Lane" - 4:28
7. "Song or Suicide" - 1:10
8. "Bleed Well" - 4:24
9. "Cyanide Sun" - 5:54
10. "Killing Loneliness" (Ao vivo) - 4:21
11. "Wings of a Butterfly" (Ao vivo) - 3:19
12. "Love In Cold Blood" - 4:25
13. "Dead Lovers' Lane" - 4:29
14. "Bleed Well" (Acústico) - 3:53